# ماكس هاريس (شاعر)
ماكس هاريس (بالإنجليزية: Max Harris)‏ هو ناقد أدبي وشاعر أسترالي، ولد في 13 أبريل 1921، وتوفي في 13 يناير 1995.